# To Jennifer
Série
2 Jennifer
(2016)
Pour plus de détails, voir Fiche technique et Distribution.
To Jennifer est un film d'horreur américain réalisé par James Cullen Bressack, sorti directement en DVD le 15 octobre 2013. Il met en vedette Chuck Pappas dans le rôle principal d’un jeune homme qui entreprend de confronter sa petite amie infidèle Jennifer. Le film a été entièrement tourné et monté sur l’iPhone 5.
Le film a été suivi de trois suites, 2 Jennifer (2016), From Jennifer (2017) et For Jennifer (2018).

## Synopsis
Le film suit Joey (Chuck Pappas), alors qu’il voyage pour rencontrer sa petite amie depuis deux ans, Jennifer (Jessica Cameron). Il croit qu’elle le trompe et décide de filmer son voyage chez elle dans le but de culpabiliser Jennifer pour son infidélité présumée. Joey parvient à persuader son cousin Steven (James Cullen Bressack) et leur ami Martin (Jody Barton) de le rejoindre pour le voyage, qui se transforme en voyage en voiture après que Joey ait une dépression nerveuse dans un avion et les fasse mettre sur la liste d’interdiction de vol. Alors que le trio se rapproche de leur destination, Steven commence à se méfier de l’état mental de plus en plus fragile de Joey. Cela est encore aggravé par le fait que la mère de Joey a également montré de l’inquiétude pour Joey lors de leurs sessions Skype, d’autant plus qu’il ne lui avait jamais parlé de Jennifer auparavant. Martin disparaît alors, ce qui rend Steven encore plus inquiet.
Joey parvient à convaincre Steven de continuer à conduire et ils finissent par atteindre la maison de Jennifer. Ils découvrent qu’elle est à la maison, mais qu’un autre gars est avec elle. Joey la confronte, disant à Steven de rester dans la voiture. Voulant voir le film jusqu’à son terme, Steven quitte la voiture et découvre le cadavre de Martin dans le coffre. Il entre dans la maison pour trouver Joey couvert de sang. Joey assassine Steven, puis s’en prend à Jennifer. Il est révélé que Joey n’a jamais eu de relation avec Jennifer et qu’il la traquait plutôt pour satisfaire son obsession pour elle.

## Distribution
- Chuck Pappas : Joey
- Jessica Cameron : Jennifer
- James Cullen Bressack : Steven
- Jody Barton : Martin
- Tristan Risk : hôtesse de l’air (voix)
- Maria Olsen : Grace
- Marcus Bradford : Taft
- Rebecca Abraham : Alex
- Jarrett Furst : Jeff
- Jackie Bressack : Hanna
- Mike Blair : Tyler
- Angela Bray : Jessica
- Kitty Doll : Pixie
- Nella Jay : Chanelle
- Conrad Kramer : fêtard
- Kendra Lee Horn : fêtarde
- Nicole Jalaane Villanueva : fêtarde
- Noelle Jasmine Villanueva : fêtarde[2].

## Production
Le tournage a eu lieu en Californie, aux États-Unis. Le film est sorti le 3 octobre 2013 au Royaume-Uni.

## Réception critique
La réception critique a été mitigée. Une grande partie des critiques était due à la longueur de To Jennifer, car de nombreux critiques ont estimé que le film aurait eu plus d’impact s’il avait été plus court,. Les éloges pour le film sont généralement centrés sur le tournage de Bressack, To Jennifer étant entièrement tourné sur un iPhone, et un critique de Bloody Disgusting a fait remarquer que cela donnait au film une « sensation de journal vidéo authentique ». DVD Verdict a donné une critique mitigée, déclarant que « To Jennifer n’innove pas en tant qu’histoire d’horreur, mais cela fonctionne plutôt bien à sa très petite échelle ».
To Jennifer recueille un score d’audience de 25% sur Rotten Tomatoes.